# Crémenes
Crémenes település Spanyolországban, León tartományban. Lakosainak száma 512 fő (2024).

## Földrajza
Crémenes Sabero, Boñar, Reyero, Puebla de Lillo, Acebedo, Riaño, Prioro, Valderrueda és Cistierna községekkel határos.

## Népesség
A település lakosságának változását az alábbi diagram mutatja:
| Lakosok száma | 957  | 882  | 761  | 680  | 614  | 585  | 570  | 544  | 522  | 512  |
|               | 2001 | 2004 | 2007 | 2009 | 2012 | 2014 | 2017 | 2019 | 2022 | 2024 |